# GoldLink
D'Anthony Carlos (Washington, D.C., 17 de maio de 1993), mais conhecido pelo nome artístico de GoldLink, é um rapper, cantor, e compositor norte-americano. Após o lançamento de seu mixtape The God Complex (2015), ele foi selecionado como um dos melhores artistas em ascensão pela revista XXL. Com a faixa "Crew", presente no seu disco de estreia, At What Cost (2017), fez sua estreia na Billboard Hot 100 e foi indicado ao Grammy Award de Melhor Performance de Rap. Seu trabalho mais recente foi na canção "Like I Do", parceria com Christina Aguilera para seu oitavo disco, Liberation (2018).